# Список линейных крейсеров ВМС Германии

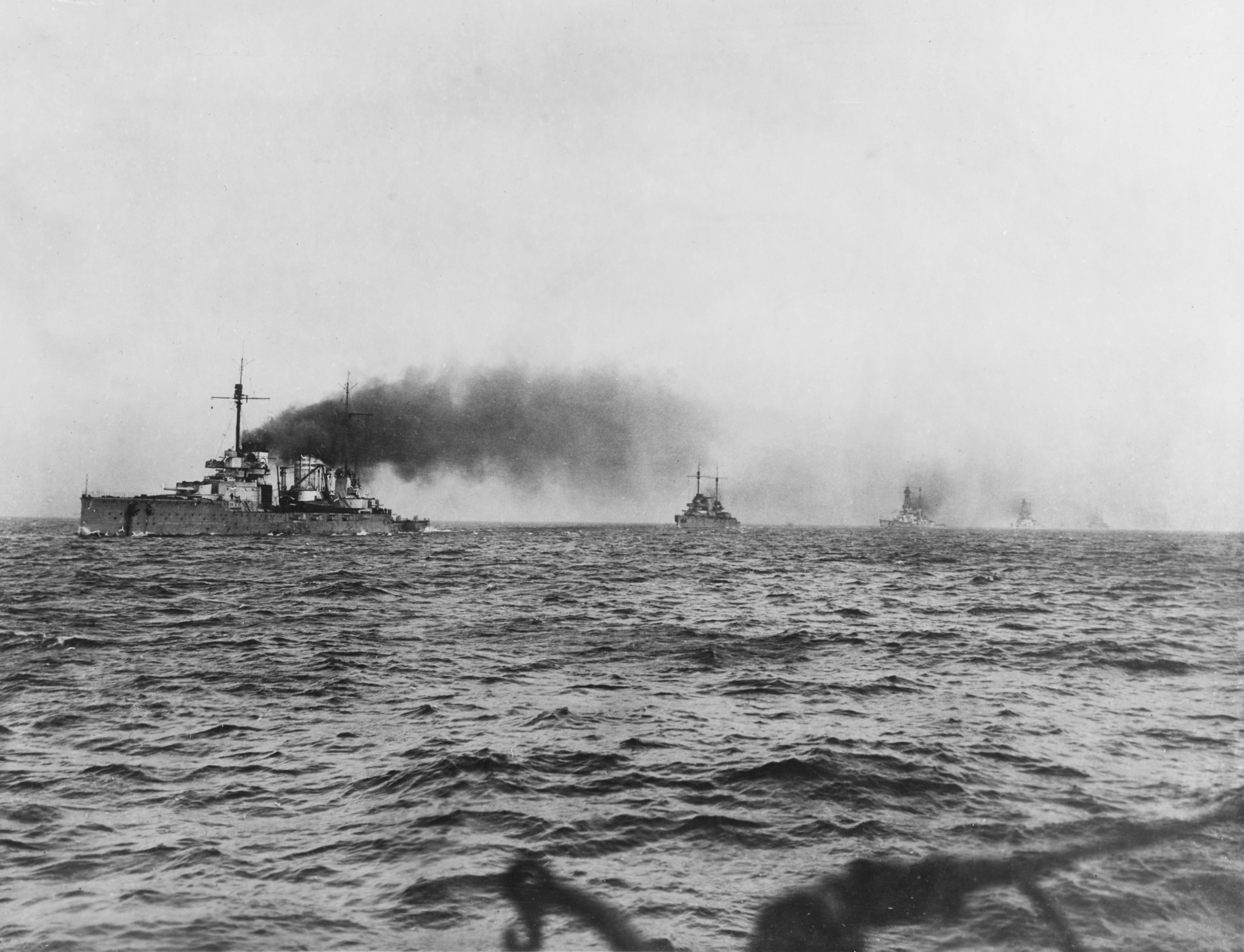
Линейные крейсера «Зейдлиц», «Мольтке», «Гинденбург», «Дерфлингер» и «Фон дер Танн» идут на интернирование в Скапа Флоу.

## Линейный крейсер «Фон дер Танн»
- «Фон дер Танн»

## Линейные крейсеры типа «Мольтке»
- «Мольтке»
- «Гёбен»

## Линейный крейсер «Зейдлиц»
- «Зейдлиц»

## Линейные крейсеры типа «Дерфлингер»

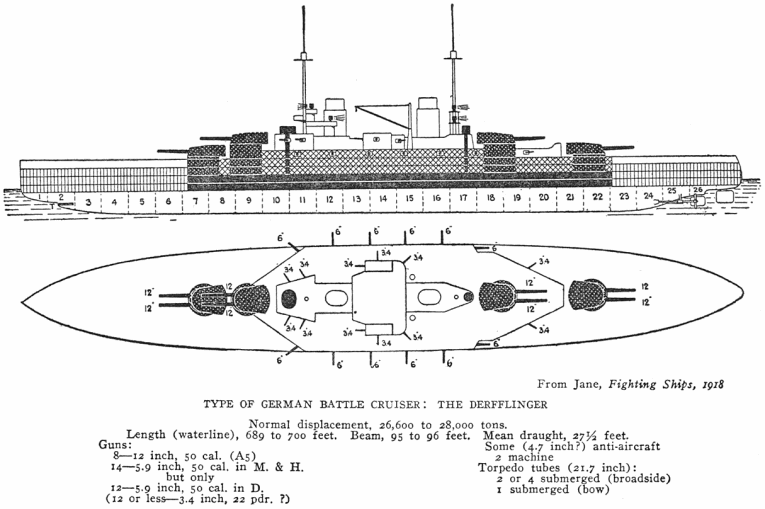
Схема вооружения и бронирования линейного крейсера типа «Дерфлингер»

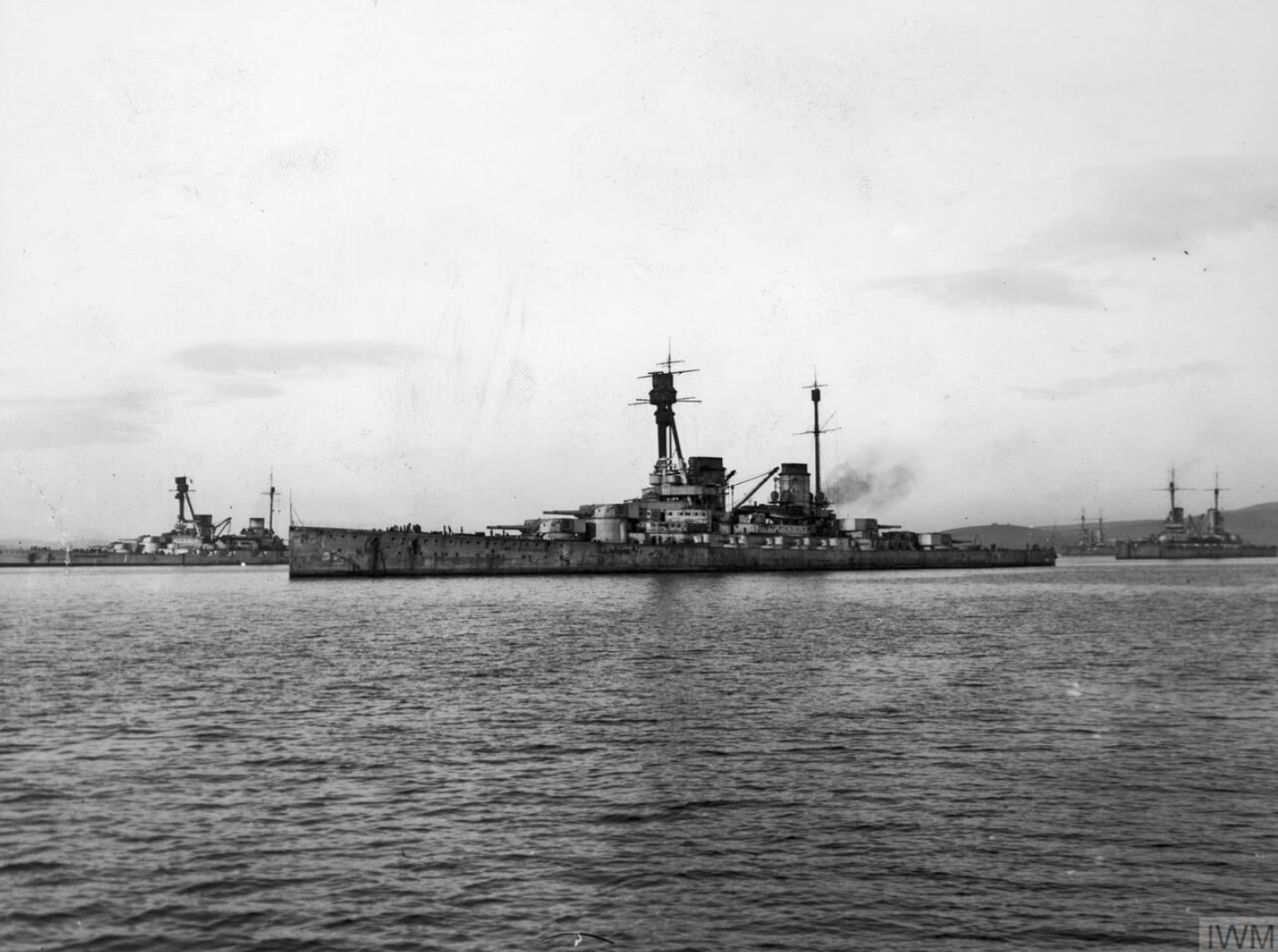
Гинденбург (в центре) и Дерфлингер (слева сзади) в Скапа Флоу

Следующий за «Зейдлицем» тип линейных кораблей имел многочисленные конструктивные изменения. Благодаря сбалансированному бронированию и вооружению линейные крейсера типа «Дерфлингер» считаются лучшими линейными крейсерами вступившими в строй до окончания Первой мировой войны. Разработка проекта началась в октябре 1910 года. Линейные крейсера типа «Дерфлингер» получили 305-мм орудия с длинной ствола 50 калибров. Из-за ограничений проекта по водоизмещению (оно возросло только на 1600 тонн) количество двухорудийных башен было снижено с пяти до четырех. Но это позволило, впервые для немецких линейных крейсеров, расположить их по линейно-возвышенной схеме. Корабли получили приборы центрального управления стрельбой («Дерфлингер» в 1915 году, остальные при вступлении в строй). На «Дерфлингере» были применены цистерны Фрама для успокоения качки, поэтому на нем стояло только 12 150-мм орудий среднего калибра, а на двух последующими кораблях серии — 14. 
В целях повышения остойчивости башни расположили как можно ниже — верхняя палуба отсутствовала не только в кормовой части, как на «Мольтке» и «Зейдлице» но и в носу. Для повышения мореходных качеств батарейная палуба имела в носу сильный прогиб. Это придавало «Дерфлингерам» особенно грациозный вид и они по праву считались самыми красивыми кораблями Кайзеровского флота. Корпус «Дерфлингера» был разделен водонепроницаемые переборками на 16 отсеков (на «Лютцове» и «Гинденбурге» — 17. Двойное дно простиралось на 65% длины корабля. Впервые для линейных крейсеров был применен способ связей конструкций корпуса посредством продольного набора стрингеров, что позволило в сочетании с низким бортом получить малую относительную массу корпуса (масса корпуса «Лютцова» 30,5% от водоизмещения, по сравнению с 36,5% у британского «Лайона» и 34,3% у «Тайгера») . «Гинденбург» строился по несколько измененному проекту и имел на 300-350 тонн большее водоизмещение и возросшую на 2,4 м длину. 
| Наименование | Имя при закладке         | Верфь                         | Зав. № | Ст. млн. M | Заказ      | Закладка   | Спуск на воду | Ввод в строй | Судьба                                                                                           |
| ------------ | ------------------------ | ----------------------------- | ------ | ---------- | ---------- | ---------- | ------------- | ------------ | ------------------------------------------------------------------------------------------------ |
| «Дерфлингер» | «K»                      | Блом унд Фосс, Гамбург        | №213   | 56         | 1912       | 30.03.1912 | 12.07.1913    | 01.09.1914   | Затоплен своим экипажем в Скапа-Флоу 21 июня 1919, поднят в 1939, разделан на металл после 1946  |
| «Лютцов»     | «Эрзац Кайзерин Аугуста» | Шихау, Данциг                 | №885   | 58         | 1912       | 15.05.1912 | 29.11.1913    | 08.08.1915   | Затоплен экипажем 1 июня 1916 после повреждений полученных в ходе Ютландского сражения.          |
| «Гинденбург» | «Эрзац Герта»            | Имп. верфь в Вильгельмсгафене | №34    | 59         | 20.04.1913 | 01.10.1913 | 01.08.1915    | 10.05.1917   | Затоплен своим экипажем в Скапа-Флоу 21 июня 1919, поднят в 1930, разделан на металл в 1930–1932 |

Корабли имели основательное бронирование и совершенную противоторпедную защиту. Схема бронирования по сравнению с «Зейдлицем» не претерпела значительных изменений — пояс толщиной 300 мм простирался от начала барбета носовой башни ГК «А»  заходя немного за барбет кормовой башни «D». Батарея защищалась 150мм броней с 20-мм переборками между орудиями. Барбеты башен ГК имели толщину 260 мм, лоб башен 270 мм, стенки 225 мм. Наклонная крыша башен 110 мм, верх — 80 мм. «Гинденбург» имел несколько улучшенное бронирование. Стенки башен ГК довели до 270 мм, наклонную крышу до 150мм а верх до 150-80мм. Единственным существенным недостатком бронирования, выявившимся в боевых действиях, было расположение бортовых торпедных аппаратов перед барбетом башни «А», в зоне не защищенной противоторпедной переборкой. Это в конечном счете привело к гибели «Лютцова» в Ютландском сражении.
Как и на предыдущих типах, корабли получили четыре паровых турбины и четыре винта. Две паровых турбины высокого давления вращали внешние валы, две турбины низкого давления — внутренние. Нововведением было использование наряду с 16 угольными и 4 нефтяных котлов. Это позволило уменьшить массу силовой установки и увеличить запас хода. На испытаниях «Дерфлингер» показал максимальную скорость 26,5 узла. Испытания в виду небезопасности Нейкругской мерной мили проводились на мелководной Бельтской миле (глубина 35 метров). Поэтому реальная максимальная скорость на глубокой воде была приблизительно на 2 узла больше.
| Тактико-технические характеристики                     | Тактико-технические характеристики | Тактико-технические характеристики | Тактико-технические характеристики |
|                                                        | «Дерфлингер»                       | «Лютцов»                           | «Гинденбург»                       |
| Размерения                                             | Размерения                         | Размерения                         | Размерения                         |
| ------------------------------------------------------ | ---------------------------------- | ---------------------------------- | ---------------------------------- |
| Водоизмешение нормальное, т                            | 26600                              | 26741                              | 26947                              |
| полное, т                                              | 31200                              |                                    | 31500                              |
| Длина между перпендикулярами, м                        | 210,4                              | 210,4                              | 212,8                              |
| Длина по КВЛ, м                                        | 210                                | 210                                | 212,5                              |
| Ширина, м                                              | 29                                 | 29                                 | 29                                 |
| Осадка, м                                              | 9,2                                | 9,2                                | 9,29                               |
| при полном водоизмещении, м                            | 9,56                               | 9,56                               | 9,57                               |
| Экипаж, чел                                            | 1112-1182                          | 1112-1182                          | 1112-1182                          |
| Вооружение                                             |                                    |                                    |                                    |
| 30,5 cm L/50                                           | 8                                  | 8                                  | 8                                  |
| 15 cm L/45                                             | 12                                 | 14                                 | 14                                 |
| 8,8 cm                                                 | 8                                  | 8                                  | 8                                  |
| ТА                                                     | 4*500                              | 4*600                              | 4*600                              |
| Бронирование, мм                                       |                                    |                                    |                                    |
| Палуба                                                 | 30                                 | 30                                 | 30                                 |
| Пояс                                                   | 300                                | 300                                | 300                                |
| Боевая рубка                                           | 300                                | 300                                | 300                                |
| Башни                                                  | 270                                | 270                                | 270                                |
| Барбет                                                 | 260                                | 260                                | 260                                |
| Силовая установка                                      |                                    |                                    |                                    |
| Винты                                                  | 4*3,9м                             | 4*3,9м                             | 4*4,0м                             |
| Турбины                                                | 4                                  | 4                                  | 4                                  |
| Котлы                                                  | 14 угольных и 4 нефтяных           | 14 угольных и 4 нефтяных           | 14 угольных и 4 нефтяных           |
| Мощность номинальная, л.с.                             | 63000                              |                                    | 72000                              |
| Форсированная, л.с.                                    | 76634                              | 80988                              | 95777                              |
| Скорость номинальная, узлы                             | 25,5                               |                                    | 26,6                               |
| максимальная, уз (обороты)                             | 26,5 (280)                         | 26,4                               | 27                                 |
| Запас топлива нормальный, уголь                        | 750                                | 750                                | 750                                |
| нефть                                                  | 250                                | 250                                | 250                                |
| Запас топлива максимальный, уголь                      | 3500                               | 3700                               | 3700                               |
| нефть                                                  | 1000                               | 1000                               | 1200                               |
| Максимальная дальность хода, мили (при скорости, узлы) | 5600 (14)                          | 5600 (14)                          | 6100 (14)                          |

## Линейные крейсеры типа «Макензен»
- «Макензен»
- «Граф Шпее»
- «Принц Этель Фридрих»
- «Фюрст Бисмарк»

## Линейные крейсеры типа «Эрзац Йорк»
- «Эрзац Йорк»
- «Эрзац Гнейзенау»
- «Эрзац Шарнхорст»

## Линейные крейсеры типа «O»
- O
- P
- Q